# لودویگ ویکتور
لودویگ ویکتور (انگلیسی: Archduke Ludwig Viktor of Austria؛ ۱۵ مهٔ ۱۸۴۲ – ۱۸ ژانویهٔ ۱۹۱۹) یک شاهزاده اهل اتریش بود. او شغل نظامی داشت، همانطور که برای دوک‌ها معمول بود، اما در سیاست شرکت نکرد. او آشکارا همجنس گرا بود و از ازدواج با شاهزاده خانم هایی که به دنبال او بودند خودداری کرد. او به خاطر مجموعه‌های هنری و حمایت‌هایش و همچنین فعالیت‌های بشردوستانه شهرت دارد.